# بیداری (فیلم ۱۹۵۴)
بیداری (انگلیسی: Jagriti) فیلمی هندی است که در سال ۱۹۵۴ منتشر شد.